# Abu l-Husayn Ahmad
Abu l-Husayn Ahmad ibn Sad al-Katib fou un oficial dels buwàyhides i escriptor en àrab del segle x. Era nadiu de Fars.
El 935 fou nomenat cap de finances de la província d'Esfahan per Imad-ad-Dawla que dominava Fars des del 934 quan l'havia arrabassat al governador del califa al-Kahir. Va exercir el càrrec durant un any.
Va escriure diverses obres en prosa i correspondència oficial; va escriure dues obres, una sobre lògica i una col·lecció de sàtires. Va deixar també alguna poesia.